# Средиземноморский нетопырь
Средиземноморский нетопырь, или средиземный нетопырь, или нетопырь Куля (лат. Pipistrellus kuhlii) — небольшая летучая мышь рода нетопырей. Их масса обычно составляет 5—10 г, длина тела 40—48 мм, длина хвоста 30—34 мм, длина предплечья 31—37 мм, размах крыльев 21—24 см. Своё научное наименование получил в честь немецкого зоолога Генриха Куля.

## Внешний вид
Мелкая летучая мышь. Мех густой, средней длины, основания волос темные. Окрас спины от палево-бурого до серо-палевого или песчано-палевого, брюхо белесо-палевое, светлее спины. От хвоста по наружному краю межбедренной и крыловой перепонок тянется четкая широкая белая полоса. Наружный верхний резец короче половины высоты внутреннего резца.

## Распространение
Аридные и семиаридные области Средиземноморья, Северной Африки (возможно, Восточной Африки), Ближнего Востока, Кашмира. Юг Центральной Европы, Украина, Кавказ, Предкавказье и Поволжье. Локально в Средней Азии. Единичные находки в центральных областях Европейской части России. На территории Центральной и Восточной Европы наблюдается экспансия вида в северном направлении.

## Образ жизни
Населяет открытые ландшафты, в том числе антропогенные. В горах встречается до высоты 2600 м. Склонен к синантропии, часто живет в поселениях. Селится по 3—20 особей в постройках (за наличниками каменных зданий, в щелях кирпичной кладки), расщелинах скал и других щелевидных укрытиях.
Вылетает на охоту при переходе от густых сумерек к ночи. Охотится всю ночь на мелких летающих насекомых на небольшой высоте над водоемами, пустошами, дворами, улицами и площадями поселений. Полет быстрый, без бросков и резких поворотов, иногда медленно описывает круги. Эхолокационные сигналы средней—высокой интенсивности с максимальной частотой около 40 кГц.
Вероятно, оседлый вид. Незначительные перелеты при сезонной смене укрытий, максимально — до 5 км. На севере ареала зимует в каменных постройках, южнее — между оконными рамами, в подвалах и надземных частях домов.
Спаривание после окончания лактации, с выраженным гоном, или на зимовках. Выводковые колонии до нескольких десятков (30—100 самок), реже — сотен особей. Самцы держатся обособленно. В конце мая — начале июня самки приносят 2 детенышей.
Живет около 4—8 лет.